# Centipede (Computerspiel)

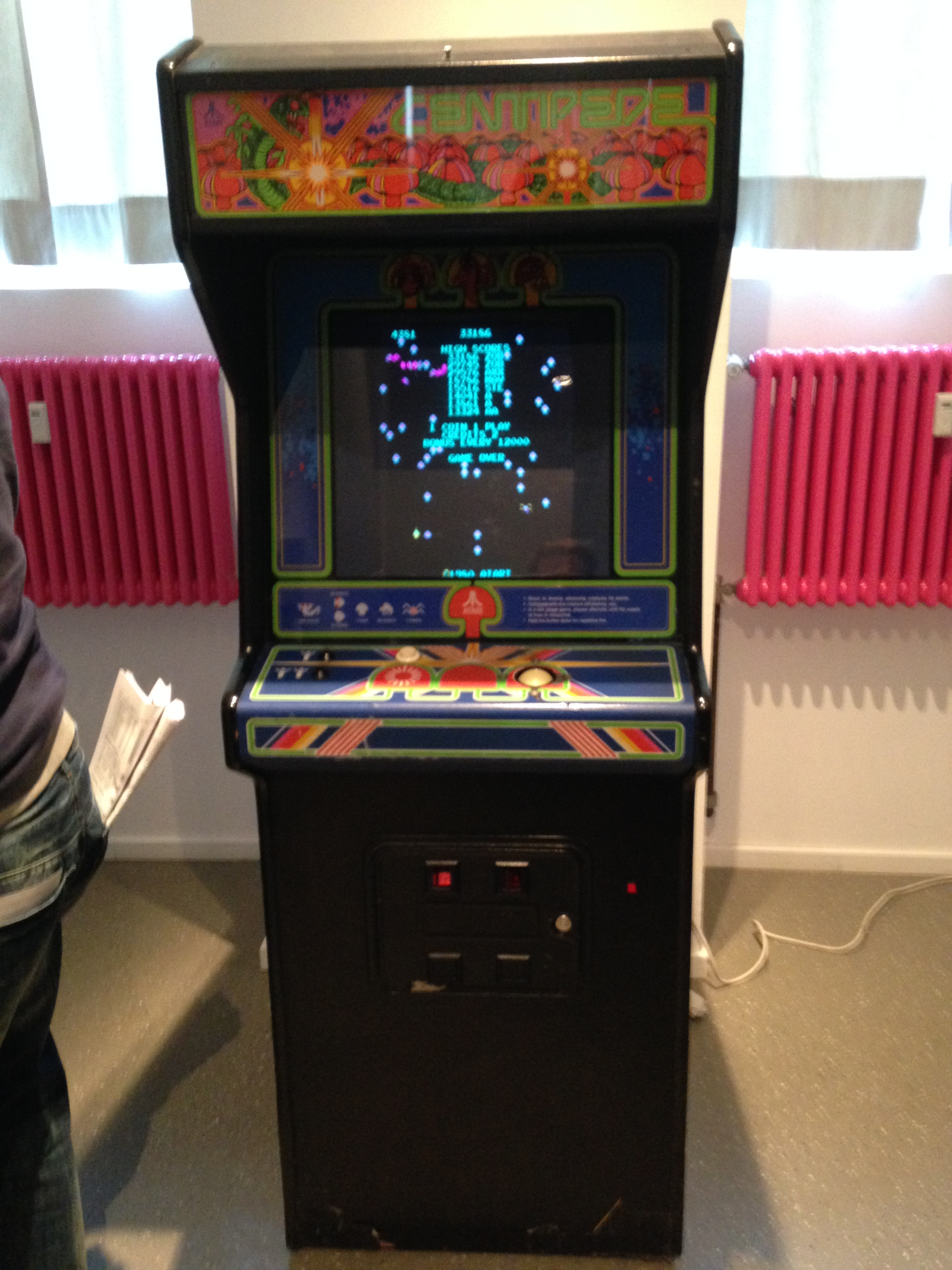
Centipede-Arcade-Automat

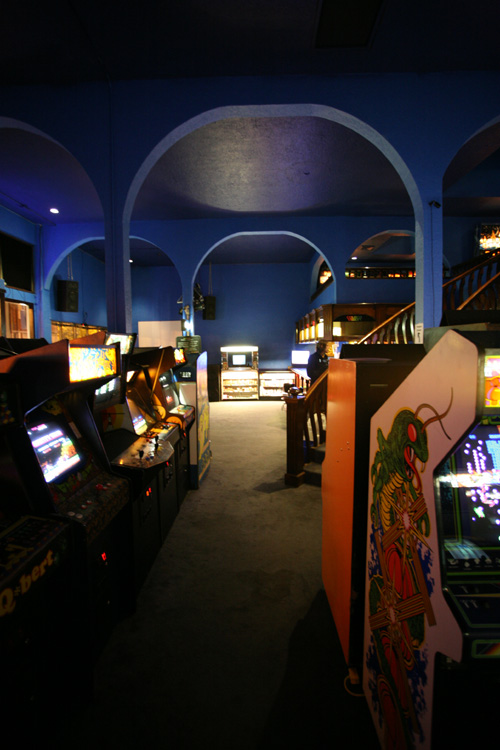
Teil eines Centipede-Arcade-Automaten mit Artwork (rechts)

Centipede (englisch für „Hundertfüßer“) ist ein Arcade-Spiel aus dem Jahr 1981, herausgegeben von Atari. Es war das erste von einer Frau entworfene Arcade-Spiel. Dona Bailey zeichnete für die Entwicklung verantwortlich.

## Übersicht
Der Spieler steuert eine kleine insektenartige Figur, sie wird mit dem Trackball am unteren Rand gesteuert und verschießt Laserstrahlen auf Hundertfüßer, die sich vom oberen Rand des Bildschirms über ein Feld von Pilzen nach unten bewegen. Jeder Treffer auf einen Hundertfüßer erzeugt einen weiteren Pilz; trifft man eines der mittleren Segmente des Hundertfüßers, teilt sich dieser in zwei unabhängige Teile, die ihren Weg getrennt fortsetzen.
Die Gegner erscheinen am oberen Rand des Schirms und wandern von links nach rechts. Trifft ein Hundertfüßer einen Pilz oder den Rand des Bildschirms, wird er um eine Zeile heruntergesetzt und ändert die Richtung. Aus diesem Grund bedeuten viele Pilze auf dem Spielfeld, dass sich Gegner schneller nach unten bewegen. Der Spieler kann die Pilze zerstören, was jedoch einige Zeit in Anspruch nimmt, da jeder davon vier Treffer benötigt.
Erreicht ein Gegner das Ende des Spielfeldes, bewegt er sich innerhalb des Bereiches des Spielers hin und her, und es werden ihm periodisch neue Segmente hinzugefügt. Dies wird so lange wiederholt, bis der Spieler alle Segmente ausgeschaltet hat. Wird ein Gegner zerstört, erscheint dafür am Anfang des Spielfelds ein neuer, der um ein Segment kürzer als der Vorgänger ist. Jedoch wird dieser dann von einem zusätzlichen, sich schnell bewegenden Gegner begleitet, der nur ein Segment groß ist. Der Spieler verliert ein Leben, wenn er mit einem Hundertfüßer oder einem anderen Gegner, wie zum Beispiel einer Spinne oder einem Floh, kollidiert. Es existieren auch Skorpione, die vorhandene Pilze vergiften können, nicht jedoch den Spieler direkt angreifen. Trifft ein Hundertfüßer auf einen vergifteten Pilz, bewegt er sich direkt auf das untere Ende des Spielfeldes – und somit auf den Spieler – zu.

## Nachfolger
Centipede erhielt 1982 einen Nachfolger namens Millipede, der aber weniger erfolgreich war.
Im Rahmen seiner Recharged-Reihe hat Atari SA 2021 den Nachfolger Centipede Recharged für PC, Nintendo Switch, Sony PlayStation 4 und Microsoft Xbox One veröffentlicht, der neben graphischen Aufwertungen das Spielgeschehen um Power-Ups erweitert und einen 2-Spieler-Koop-Modus anbietet.

## Quelltext
Der Quelltext von Centipede in der Atari-7800-Version wurde bei der Schließung der Atari Corporation 1996 in physischer Form zusammen mit Ms. Pac-Man, Dig Dug, Robotron: 2084 und acht Spielen verfügbar, vom Atari-Museum rekonstruiert und später veröffentlicht.

## Umsetzungen
Wie die meisten anderen Arcade-Spiele von Atari wurde Centipede für alle eigenen Konsolen (Atari VCS, Atari 5200, Atari 7800) und Heimcomputer sowie unter dem Label Atarisoft für Apple II, Commodore 64, ColecoVision, Intellivision, TI-99/4A, BBC Micro und VC 20 herausgebracht. Daneben existiert noch eine privat erstelle Portierung für den KC87 aus der ehem. DDR.
Ende der 90er-Jahre wurde auch eine neue Version für PCs und die PlayStation veröffentlicht, in der die Originalfassung als Bonus freigeschaltet werden kann.

## Trivia
Buckner & Garcia nahmen ein Lied namens Ode to a Centipede auf.
In dem Film Pixels aus dem Jahr 2015 greifen Aliens die Erde in Form von Computerspielen an. Centipede ist eines davon.